# ROKS Hongseong
Le ROKS Hongseong (MSH-576) est un dragueur de mines de lutte anti-sous-marine de la marine de la république de Corée (ROKN), le cinquième navire de la classe Yangyang et le deuxième du lot 2.

## Conception
Le ROKS Hongseong mesure 60 mètres de long, 10,5 mètres de large, et pèse 700 tonnes. Il est équipé d’une mitrailleuse polyvalente, d’un canon principal de 20 mm et d’un véhicule de déminage (MDV). Il utilise deux propulseurs Voith Schneider comme propulsion, pour contrôler le navire plus précisément. Pour effectuer des activités de dragage de mines, il est équipé d’un dispositif de dragage de mines mécanique/inductif et de sonars. L’équipage compte environ 50 membres .
Pour protéger le navire des mines magnétiques, la coque du navire est faite de plastique renforcé de fibre de verre, qui n’a pas d’attraction magnétique, et dure plus longtemps que les matériaux couramment utilisés. L’équipement métallique est également minimisé, pour contrôler étroitement le matériau magnétique à l’intérieur du navire. Les objets en acier qui sont introduits dans le navire, comme les boîtes de conserve, sont fortement restreints et strictement contrôlés.
Un système intégré de navigation et de positionnement dynamique Kongsberg Simrad est installé pour faciliter les manœuvres précises pendant les opérations de chasse aux mines et d’étude d’itinéraire. Le système de machines comprend deux moteurs diesel MTU de 2000 ch entraînant deux hélices cycloïdales verticales indépendantes Voith-Schneider à travers une boîte de vitesses et un arbre commun. Il peut atteindre une vitesse d’environ 15 nœuds. Bien que le nouveau lot de MSH utilise la même coque que les navires précédents, ils sont équipés de capteurs et d’équipements mis à jour qui reflètent les tendances actuelles.

## Carrière
Plus de 15 ans après la mise en service du dernier navire de la classe, un deuxième lot a été commandé par la marine en novembre 2010 pour renforcer sa capacité de guerre des mines. Construit dans le cadre du programme Mine Sweeper Hunter (MSH) phase II, ce nouveau lot comporte quelques améliorations,. Le ROKS Goseong (MSH-577) est le deuxième des trois navires supplémentaires de ce nouveau lot. Les six dragueurs de mines de la classe ont tous été construits par Kangnam Corporation à Busan. Les noms de ces dragueurs de mines sont tirés des noms des comtés et des villes adjacents à une base navale. Le district de Hongseong est situé dans la province du Chungnam.
Le ROKS Hongseong a été lancé en septembre 2020.